# Dihidrogen
|  | Si cerqueu altres usos, vegeu Hidrogen (desambiguació). |

|  | Si cerqueu altres usos, vegeu Hidrogen. |

El dihidrogen és una molècula diatòmica composta per dos àtoms d'hidrogen; a temperatura ambient és un gas inflamable, incolor i inodor.
En laboratori s'obté mitjançant la reacció d'àcids amb metalls com el zinc i industrialment mitjançant l'electròlisi de l'aigua. L'hidrogen s'empra en la producció d'amoníac, com a combustible alternatiu i recentment per al subministrament d'energia en les piles de combustible.
Té un punt d'ebullició de només 20,27 K (−252,88 °C) i un punt de fusió de 14,02 K (−259,13 °C). A molt alta pressió, tal com la que es produeix en el nucli dels estels gegants de gas, les molècules muden la seva naturalesa i l'hidrogen es converteix en un líquid metàl·lic (vegeu hidrogen metàl·lic). A molt baixa pressió, com la de l'espai, l'hidrogen tendeix a existir en àtoms individuals, simplement perquè és molt baixa la probabilitat que es combinin, tanmateix, quan això succeeix poden arribar a formar-se núvols d'H2 que s'associen a la gènesi dels estels.

## Aplicacions
En la indústria química i petroquímica calen grans quantitats d'H2. L'aplicació principal de l'H2 és per al processament (refinat) de combustibles fòssils, i en la síntesi d'amoníac (procés d'Haver). Els processos fonamentals que consumeixen H2 en una planta petroquímica són la hidrodesalquilació, la hidrodesulfurizació i l'hidrocraking. L'H2 posseeix molts altres usos com a agent hidrogenant, particularment en l'increment de la saturació de greixos i olis insaturats (que es troben en productes com la margarina), i en la producció de metanol. És emprat també en la manufactura de l'àcid clorhídric, i com a agent reductor per a minerals metàl·lics.
- Producció d'àcid clorhídric, combustible per a coets, i reducció de minerals metàl·lics.
- L'hidrogen líquid s'empra en aplicacions criogèniques, incloent la recerca de la superconductivitat.
- Antigament emprat per la seva lleugeresa com a gas de farciment en globus i zepelins, després del desastre del Hindenburg es va abandonar el seu ús per la seva gran inflamabilitat.

A part dels seus usos com a reactiu, l'H2 posseeix moltes aplicacions en Física i Enginyeria. S'utilitza per a l'escut de gas en mètodes de soldadura tals com la soldadura d'hidrogen atòmic. L'H2 s'empra com a refrigerant en generadors elèctrics en les estacions elèctriques, ja que és el gas amb major conductivitat tèrmica. L'H2 líquid s'usa en la recerca criogènica, inclòs en l'estudi de la superconductivitat. ja que l'H2 és més lleuger que l'aire (posseeix una densitat poc gran a la quinzena part de la de l'aire) va ser usat com a gas de farciment per a globus aeroestàtics i aeronaus. No obstant això, aquest ús va ser abandonat després del desastre del Hindenburg que va evidenciar la perillositat de l'hidrogen quan és usat per a aquestes finalitats. Tanmateix, encara se segueix usant per inflar globus sonda meteorològics.
Els isòtops de l'hidrogen també tenen les seves aplicacions particulars. El deuteri (²H) posseeix aplicacions en el camp de la fissió nuclear, com a moderador per frenar neutrons, i també té aplicacions en reaccions de fusió nuclear. Els compostos de deuteri tenen usos en Química i Biologia, sobretot en els estudis d'efectes isotòpics. El triti (³H), generat en els reactors nuclears, s'usa en la producció de bombes d'hidrogen, com radiomarcador en Ciències Biològiques, i com a font de radiació en pintures luminescents.
La temperatura d'equilibri del punt triple de l'hidrogen és un punt fix definit en l'escala de temperatures ITS-90.
El spin o gir de la molècula d'hidrogen pot ser alineat homogèniament mitjançant ones de radiofreqüència. Aquesta propietat és el fonament de la ressonància magnètica nuclear, dispositiu d'obtenció d'imatges que és capaç de recollir informació en funció de la diferent velocitat de recuperació del spin original de les molècules d'hidrogen (presents en l'aigua) dels diferents teixits d'un ésser viu.

### L'hidrogen com a portador d'energia

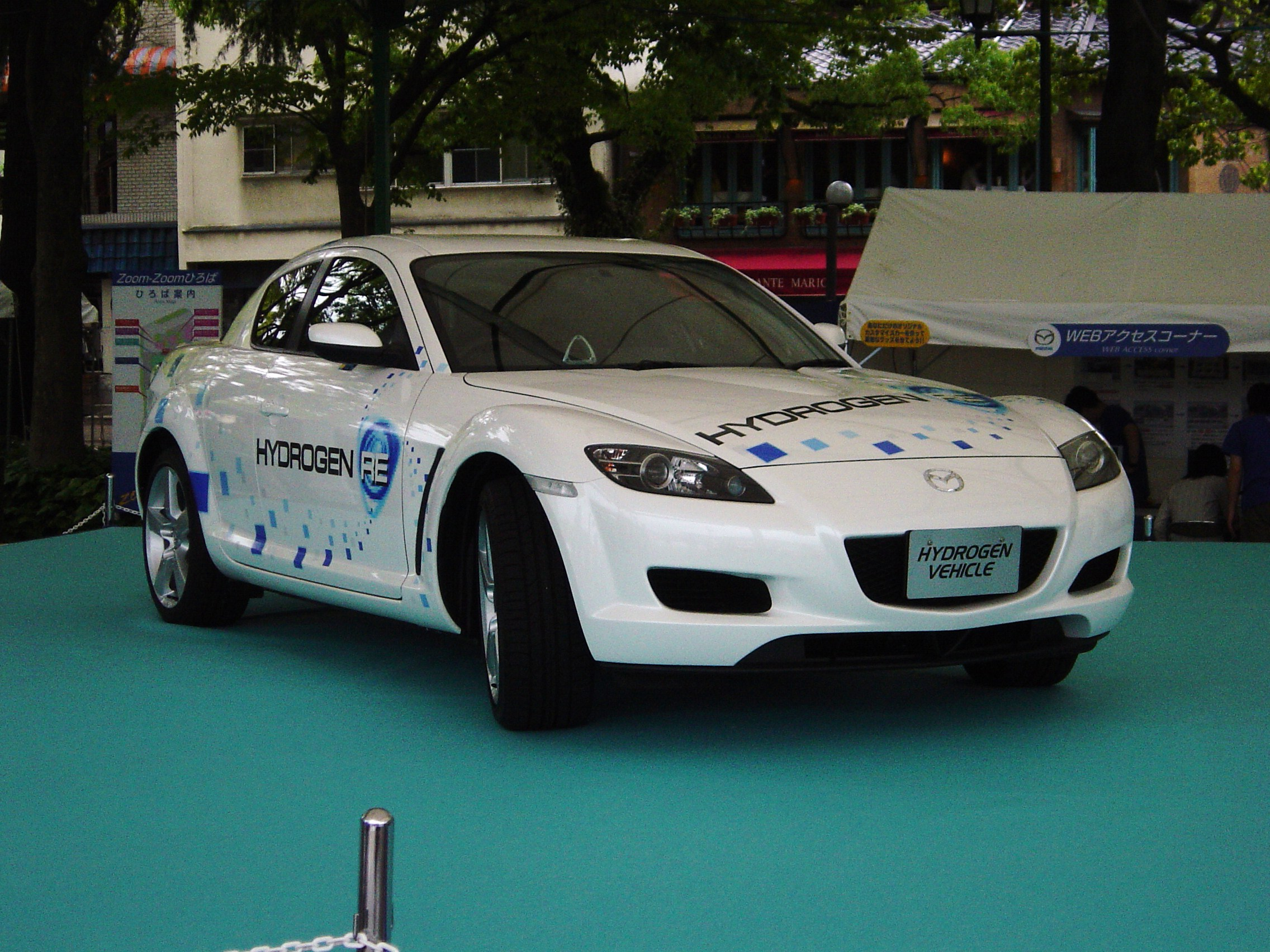
Prototip de vehicle alimentat amb hidrogen.

L'hidrogen no és una font d'energia, excepte en l'hipotètic context de les plantes comercials de fusió nuclear alimentades per deuteri o triti, una tecnologia que actualment es troba en desenvolupament en el reactor experimental ITER. L'energia del Sol prové de la fusió nuclear de l'hidrogen, no obstant això, és un procés complicat d'aconseguir a la Terra. L'hidrogen elemental obtingut de fonts solars, biològiques o elèctriques costa molta més energia per produir-ho de la qual s'obté de la seva combustió. L'hidrogen pot generar-se a partir de fonts fòssils (com el metà) gastant menys energia de la qual s'obté, però es tracta de fonts no renovables que, a més són fonts energètiques per si mateixes.

### Hidrogen com a combustible
S'ha parlat molt de l'hidrogen molecular com a possible portador d'energia. L'ús de l'H2 tindria l'avantatge que les fonts fòssils es podrien emprar directament per a l'obtenció del gas (a partir de metà, per exemple). L'H2 usat en els mitjans de transport produiria una combustió neta en la qual l'únic producte seria l'aigua, eliminant per complet les emissions de CO₂.
Tanmateix, els costos per a la infraestructura necessària per dur a terme una conversió completa a una economia de l'hidrogen serien substancials. A més, la densitat energètica de l'hidrogen líquid o gasós (dins d'unes pressions pràctiques) és significativament menor que els combustibles tradicionals.
Per exemple, es pot emprar en motors de combustió interna. Una flota d'automòbils amb motors d'aquest tipus és mantinguda en l'actualitat per Chrysler-BMW. A més, les piles de combustible en desenvolupament sembla que seran capaços d'oferir una alternativa neta i econòmica als motors de combustió interna.
A causa que l'hidrogen és escàs en forma lliure i la major part d'ell es troba combinat amb altres elements, no és una font d'energia primària, com sí que ho són el gas natural, el petroli i el carbó. En realitat l'hidrogen és un vector energètic, és a dir un portador d'energia que s'ha de produir a partir de fonts primàries. Així i tot l'hidrogen com a combustible presenta diversos avantatges. L'hidrogen es crema en l'aire lliure quan hi ha concentracions entre el 4 i 75% del seu volum, en canvi el gas natural ho fa entre 5,4 i 15%. La temperatura per combustió espontània és de 585 °C, mentre que per al gas natural és de 540 °C. El gas natural explota en concentracions de 6.3 a 14%, mentre que l'hidrogen requereix concentracions entre el 13 i el 64%, per la qual cosa el gas natural és més explosiu que l'hidrogen.
En l'actualitat existeixen quatre formes d'utilitzar l'hidrogen per produir energia:
- Unint els seus nuclis dins d'un reactor denominat Tokamak, durant el procés conegut com a fusió nuclear.
- Combinant-ho electroquímicament amb l'oxigen sense generar flama per produir directament electricitat dins d'un reactor conegut com a cel·la de combustible.
- Combinant-ho químicament amb l'oxigen de l'aire a través de cremadors convencionals i a través de processos catalítics, tenint aquest mètode una àmplia aplicació domèstica.
- Combinant-ho químicament amb l'oxigen al mig aquós dins d'una caldera no convencional per produir vapor motriu, en el cicle conegut com a Chan K'iin .

Un dels principals problemes que es tenen amb l'hidrogen és el seu emmagatzematge i transport. Si es confina en forma gasosa, el contenidor hauria de suportar pressions de fins a 200 atmosferes. Si es desitja emmagatzemar en forma líquida, s'ha de refredar a -253 °C i posteriorment guardar-se en un dipòsit perfectament aïllat. Una altra forma d'emmagatzematge es pot dur a terme mitjançant una reacció química reversible amb diverses substàncies formant hidrurs metàl·lics.

## Propietats físiques i químiques
Les característiques de solubilitat i d'adsorció de l'hidrogen amb diversos metalls són molt importants en la metal·lúrgia (alguns metalls poden sofrir debilitament per hidrogen) i en el desenvolupament de formes segures d'emmagatzematge per al seu ús com a combustible. L'hidrogen és molt soluble en molts compostos formats per metalls de les terres rares i metalls de transició, i es pot dissoldre tant en metalls cristal·lins com en metalls amorfs. La solubilitat de l'hidrogen en els metalls està influenciada per les distorsions locals i les impureses de la xarxa cristal·lina del metall.

### Combustió

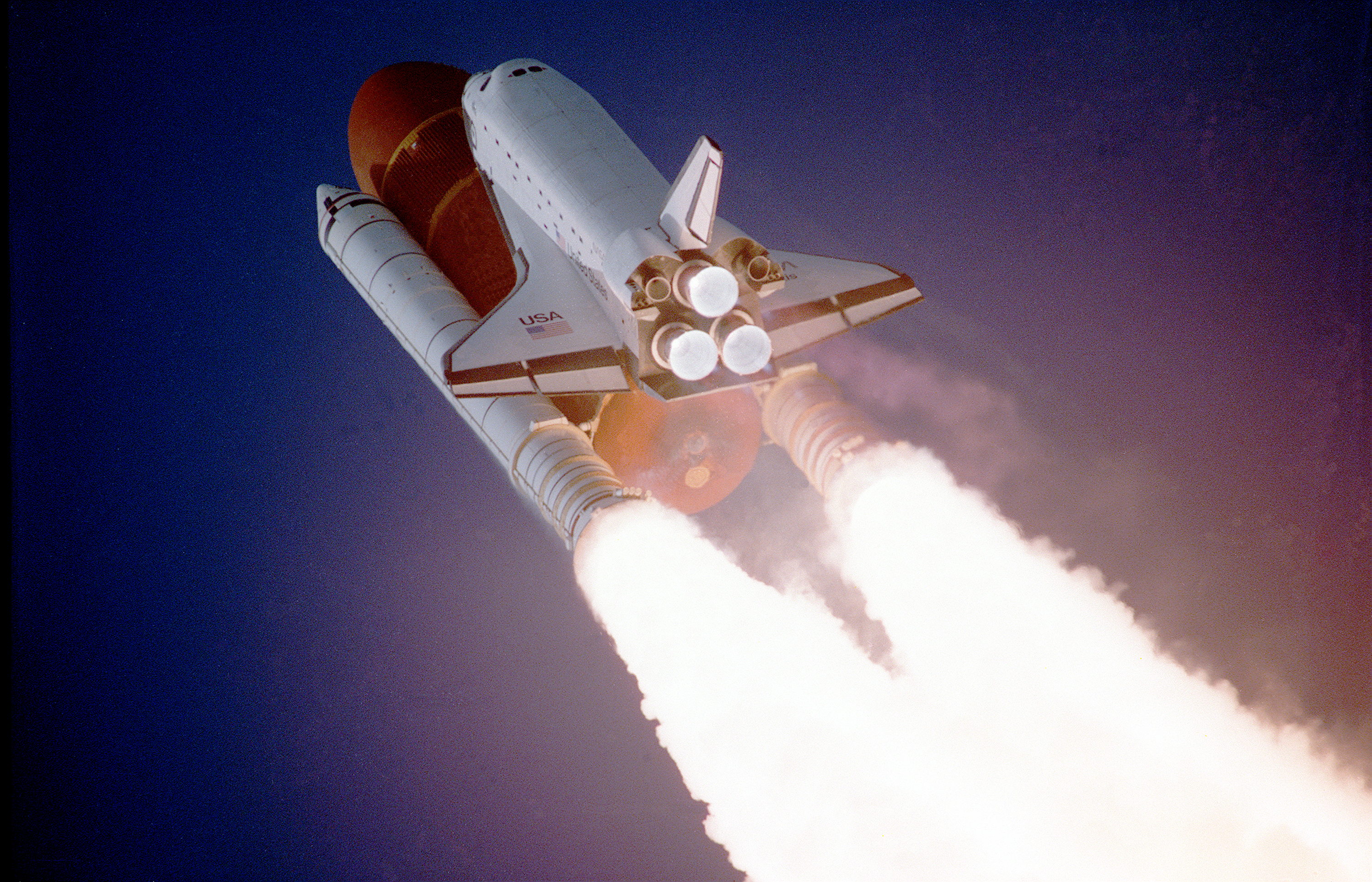
En la imatge s'aprecia la diferència entre la flama d'hidrogen (en els motors de la llançadora, gairebé invisible) i les flames d'altres combustibles (en els coets propulsors laterals).

L'hidrogen gasós és molt inflamable i crema en concentracions molt baixes en aire (4% d'H2). L'entalpia de combustió de l'hidrogen és −286 kJ/mol, i la reacció de combustió és la següent:
2 H₂(g) + O2(g) → 2 H₂O(l) + 572 kJ/mol
Quan es barreja amb oxigen en un ampli rang de proporcions l'hidrogen explota. En l'aire, l'hidrogen crema violentament. Les flames d'oxigen i hidrogen pur són gairebé invisibles a l'ull humà, com es constata en veure el tènues que són les flames dels motors principals de les llançadores espacials (en contraposició al fàcilment visibles que són les flames dels coets impulsors de les llançadores). Per aquest motiu, és difícil detectar visualment si una fuita d'hidrogen està cremant. Les flames que s'aprecien en les fotos del dirigible Hindenburg són flames d'hidrogen acolorides pel material de la coberta de l'aeronau, que contenia carboni i pols d'alumini pirofòric, així com uns altres materials combustibles. (Independentment de la causa d'aquest incendi, és clar que es va produir la ignició de l'hidrogen, ja que en absència d'aquest gas la coberta del dirigible hauria trigat hores a cremar-se). Una altra característica dels focs alimentats per hidrogen és que les flames tendeixen a ascendir ràpidament amb el gas a través de l'aire (alguna cosa que també es pot apreciar en les fotografies de l'accident del Hindeburg), causant menys danys que els focs alimentats per hidrocarburs. Per exemple, dos terços dels passatgers del dirigible van sobreviure a l'incendi, i moltes de les morts que es van produir van ser per caigudes al buit i per la combustió de gasolina.
L'H2 reacciona directament amb altres elements oxidants. Pot produir-se una reacció espontània i violenta a temperatura ambienti en presència de clor o fluor, amb la formació dels corresponents halogenuros d'hidrogen: clorur d'hidrogen i fluorur d'hidrogen.

## Història

### Descobriment de l'H2
L'hidrogen diatòmic gasós, H2, va anar formalment descrit per primera vegada per T. Von Hohenheim (més conegut com a Paracels, 1493 - 1541) que ho va obtenir artificialment barrejant metalls amb àcids forts. Paracels no era conscient que el gas inflamable generat en aquestes reaccions químiques estava compost per un nou element químic. El 1671, Robert Boyle va redescobrir i va descriure la reacció que es produïa entre llimadures de ferro i àcids diluïts, i que generava hidrogen gasós.
El 1766, Henry Cavendish va ser el primer a reconèixer l'hidrogen gasós com una substància discreta, identificant el gas produït en la reacció metall - àcid com a "aire inflamable" i descobrint que la combustió del gas generava aigua. Cavendish va ensopegar amb l'hidrogen quan experimentava amb àcids i mercuri. Encara que va assumir erròniament que l'hidrogen era un component alliberat pel mercuri i no per l'àcid, va ser capaç de descriure amb precisió diverses propietats fonamentals de l'hidrogen. Tradicionalment, es considera a Cavendish el descobridor d'aquest element.
El 1783, Antoine Lavoisier va donar a l'element el nom d'hidrogen (en francès Hydrogène, del grec ὕδωρ, ὕδᾰτος, "aigua" i γένος-ου, "generador") quan va comprovar (al costat de Laplace) el descobriment de Cavendish que la combustió del gas generava aigua.

### Primers usos
Un dels primers usos que es va donar a l'hidrogen gasós va ser com a gas de farciment per a globus aerostáticos i, més tard, altres aeronaus. L'hidrogen gasós s'obtenia per reacció entre l'àcid sulfúric i el ferro metàl·lic. L'alta i ràpida inflamabilitat de l'hidrogen gasós es va deixar palès en la tragèdia del dirigible Hindenburg en el 1937, que es va incendiar quan aterrava provocant la mort de 35 persones. A causa d'aquesta perillositat que presentava l'hidrogen gasós, va ser reemplaçat posteriorment en globus i aeronaus per l'heli gasós, un gas inert.

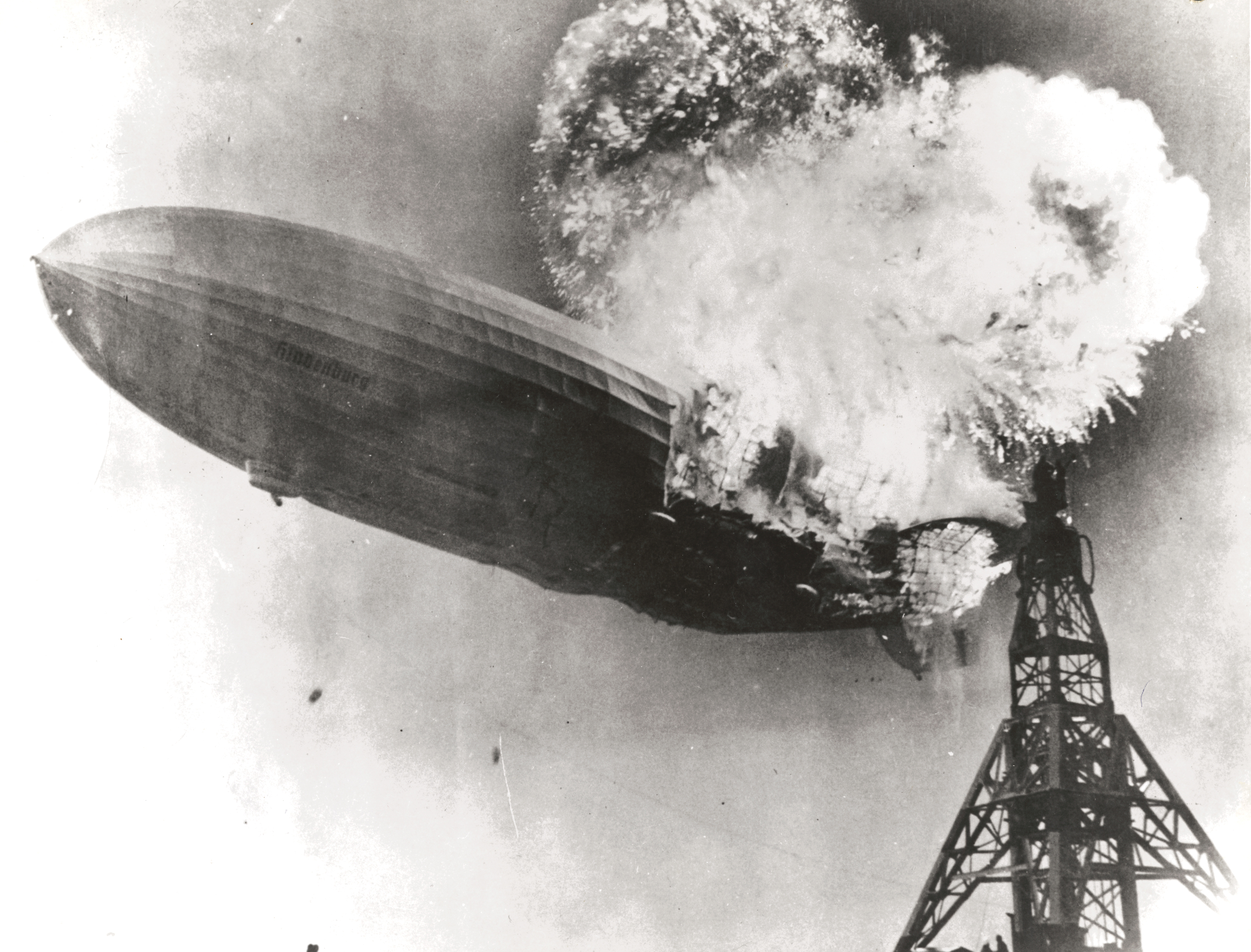
L'hidrogen pot inflamar-se ràpidament en l'aire. Això és el que va succeir en el desastre del Hindenburg, el 6 de maig de 1937.

## Obtenció i producció
L'H2 s'obté en laboratoris de Química i de Biologia, sovint com a subproducte d'altres reaccions; en la indústria s'obté per a la hidrogenació de substrats insaturats; i en la naturalesa com a mitjà per expel·lir equivalents reductors en les reaccions bioquímiques.

### Síntesi en laboratori
En el laboratori, l'H2 se sol obtenir per la reacció d'àcids amb metalls, tals com el zinc.
Zn + ₂ H+ → Zn2+ + H2
En el cas de l'alumini, no només es genera H2 quan és tractat amb un àcid, sinó que també ho fa quan se li tracta amb una base:
2 A el + 6 H₂O → 2 Al(OH)₃ + 3 H2
L'electrolisi de l'aigua és un mètode simple de produir hidrogen, encara que el gas resultant posseeix necessàriament menys energia de la requerida per produir-ho. Un corrent de baix voltatge travessa l'aigua, formant-se oxigen gasós en l'ànode i hidrogen gasós en el càtode. Generalment, quan es produeix hidrogen que va a ser emmagatzemat s'empra un càtode de platí o d'algun altre metall inert. Per contra, si l'hidrogen va a ser consumit in situ, és necessària la presència d'oxigen perquè es produeixi la combustió i es procura que tots dos elèctrodes (tant ànode com a càtode) siguin de metall inert (si s'emprés un metall no inert, per exemple el ferro, aquest s'oxidaria i disminuiria la quantitat d'oxigen que es desprèn). La màxima eficiència teòrica (electricitat emprada enfront del valor energètic de l'hidrogen generat) és d'entre un 80% i un 94%.
2H2O(aq) → 2H2(g) + O2(g)
L'any 2007 es va descobrir que un aliatge d'alumini i gal·li en forma de pastilla afegida a l'aigua es pot emprar per obtenir hidrogen. El procés també produeix [[òxid d'alumini (III)]], però el gal·li (que posseeix un elevat preu), que prevé la formació d'una capa d'òxid en la superfície de la pastilla, es pot reutilitzar. Aquest descobriment té importants implicacions en l'economia de l'hidrogen, ja que aquest pot sintetitzar-se in situ fàcilment i no necessita ser transportat.

### Síntesi industrial
L'hidrogen pot obtenir-se de diferents maneres, però les més econòmiques impliquen la seva extracció a partir d'hidrocarburs. L'hidrogen comercial es produeix generalment mitjançant el reformat amb vapor del gas natural. Aquest procés consisteix en la reacció d'un corrent de vapor d'aigua amb metà per originar monòxid de carboni i hidrogen, a una temperatura d'entre 700 °C i 1100 °C.
CH4 + H2O → CO + 3 H2
Aquesta reacció està afavorida a baixes pressions, no obstant això, es duu a terme a altes pressions (20 atm), ja que l'H2 d'alta pressió és el producte més comercialitzable. La barreja del producte es coneix com a "gas de síntesi" perquè sovint s'usa directament per a la producció de metanol i altres compostos relacionats. A part del metà, es poden usar altres hidrocarburs per generar el gas de síntesi amb diferents proporcions dels components productes. Una de les complicacions que es presenta en aquesta tecnologia altament optimitzada és la formació de coc o carbó:
CH4 → C + ₂ H2
Per evitar-ho, el reformat amb vapor sol emprar un excés d'H2O.
Es pot recuperar l'hidrogen addicional en aquest procés a partir del monòxid de carboni, mitjançant una reacció de desplaçament de l'aigua gasosa, especialment amb un catalitzador d'òxid de ferro. Aquesta reacció també s'empra industrialment com a font de diòxid de carboni:
CO + H2O → CO2 + H2
Altres mètodes importants per a la producció d'H2 inclouen l'oxidació parcial d'hidrocarburs:
CH4 + 0.5 O₂ → CO + 2 H2
i la reacció del carbó, que pot servir com a preludi a la reacció de desplaçament esmentada anteriorment:
C + H2O → CO + H2
Moltes vegades l'hidrogen és produït i consumit en el mateix procés industrial, sense necessitat de ser separat. En el procés Haver - Bosch per a la síntesi d'amoníac (el cinquè compost més produït industrialment al món), l'hidrogen s'obté a partir del gas natural.
L'hidrogen també es produeix en quantitats significatives com un subproducte en la majoria dels processos petroquímics de cracking amb vapor i reformat. L'electròlisi de la salmorra per obtenir clor també genera hidrogen com a subproducte.

### Síntesi biològica

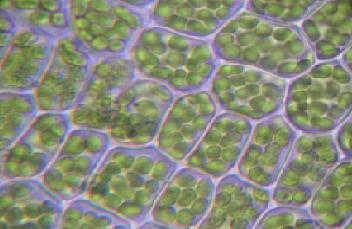
Micrografia on es mostra els cloroplasts en un teixit vegetal. Les hidrogenases presents en aquests orgànuls són capaços de generar H2 gasós.

L'hidrogen és un producte d'alguns tipus de metabolisme anaeròbic i és generat per molts microorganismes, generalment a través de reaccions catalitzades per enzims que contenen ferro o níquel, cridades hidrogenasas. Aquests enzims catalitzen la reacció redox reversible entre l'H2 i els seus dos protons i dos electrons. L'evolució de l'hidrogen gasós té lloc en la transferència d'equivalents reductors (produïts durant el metabolisme del piruvat) a l'aigua.
La separació de l'aigua, en la qual aquesta es descompon en els seus protons, electrons i oxigen, té lloc en les reaccions de la fase lluminosa del metabolisme dels organismes fotosintètics. Alguns d'aquests organismes -incloent l'alga Chlamydomonas reinhardtii i les cianobacterias- han evolucionat desenvolupant un segon pas en les reaccions de les fase fosca en el qual els protons es redueixen per formar H2 gasós per l'acció de hidrogenasas especialitzades en els cloroplasts. S'han realitzat esforços per modificar genèticament les hidrogenasas bacterianes per sintetitzar H2 gasós de manera eficient fins i tot en presència d'oxigen.
Existeixen altres rutes poc freqüents, encara que mecanísticament interessants, per a la producció d'H2 a la natura. La nitrogenasa genera aproximadament un equivalent d'H2 per cada equivalent de N2 reduït a amoníac. Algunes fosfatasas redueixen fosfits a H2.

## Formes
En condicions normals, el gas hidrogen és una mescla de dos tipus d'hidrogen diferents en funció de la direcció de l'espín dels seus electrons i nuclis. Aquestes formes es coneixen com a orto- i para-hidrogen. L'hidrogen normal està compost per un 25% de la forma per- i un 75% de la forma orto-, la considerada "normal", encara que no es pugui obtenir en estat pur. Ambdues formes tenen energies lleugerament diferents, la qual cosa provoca que les seves propietats físiques no siguin idèntiques; així per exemple, la forma para- té punts de fusió i ebullició 0,1 K més baixos que la forma orto-.

## Precaucions
L'hidrogen és un gas extremadament inflamable. Reacciona violentament amb el fluor i el clor, especialment amb el primer, amb el qual la reacció és tan ràpida i imprevisible que no es pot controlar. També és perillosa la seva despressurització ràpida, ja que a diferència de la resta de gasos, en expandir-se per sobre de -40 °C s'escalfa, on es pot inflamar.
Especificacions tècniques de l'hidrogen
- ICSC: 0001
- CAS:
- UN:1049
- CE:001-001-00-9
- Punt d'ebullició: - 252,8 °C
- Molt poc miscible en aigua
- Temperatura de autoignición 580 °C
- Punt de congelació: - 252,9 °C
- Temperatura crítica: - 240,9 °C

### Perills

#### Físics
El gas és més lleuger que l'aire. El gas es barreja bé amb l'aire, formant-se fàcilment mescles explosives.

#### Químics
L'escalfament intens pot originar combustió violenta o explosió. Reacciona violentament amb aire, oxigen, clor, fluor i oxidants forts originant perill d'incendi i explosió. Els metalls catalitzadors tals com el platí o el níquel augmenten aquest tipus de reaccions.

#### Incendis
Evitar les flames, no produir espurnes i no fumar. Extremadament inflamable. El seu rang d'inflamabilitat és molt gran. Moltes reaccions poden produir incendi o explosió. Si és possible, cal tallar el subministrament. Si es pot i no existeix risc per a l'entorn proper, cal deixar que el foc s'extingeixi per si mateix. Apagar amb aigua polvoritzada, pols, diòxid de carboni i haló. L'hidrogen quan es produeix foc o explosió es crema amb una flama gairebé invisible.

#### Explosió
Les barreges gas/aire són explosives. Com a prevenció s'ha de tenir la ventilació adequada. Les eines manuals no han de generar espurnes. Els equips elèctrics i d'enllumenat han d'estar preparats a prova d'explosió. L'incendi s'ha de combatre des d'un lloc protegit.

#### Vessaments i fuites
Per comprovar si existeixen fuites, utilitzar aigua i sabó. Evacuar la zona de perill. Ventilar les àrees tancades per prevenir la formació d'atmosferes inflamables o deficients d'oxigen. La ventilació pot ser manual o mecànica. Eliminar totes les fonts potencials d'ignició. Para ajuda addicional, consultar a un expert. Portar equip autònom de respiració.

#### Exposició
L'hidrogen no és tòxic i està classificat com un simple asfixiant. La quantitat necessària per reduir les concentracions de l'oxigen en un nivell inferior al requerit per suportar la vida causaria mescles dins dels rangs d'inflamabilitat. Per tant, es prohibeix l'entrada en àrees que continguin mescles inflamables a causa del perill immediat d'incendi o explosió. L'hidrogen es pot absorbir per inhalació i a través de la pell.
En ocasionar-se pèrdues en zones confinades, aquest líquid s'evapora molt ràpidament originant una saturació total de l'aire, podent produir asfíxia, dificultat respiratòria, i pèrdua de coneixement. Com a prevenció s'ha de tenir la ventilació adequada on s'ha d'introduir aire net.
En contacte amb líquid es produeix la congelació. Com a prevenció s'ha utilitzar guants aïllants del fred i vestit de protecció.

### Emmagatzematge
Emmagatzemar els cilindres i contenidors en àrees ben ventilades. Mantingui els cilindres allunyats de les fonts d'ignició i de material combustible. S'evitarà posar-los en àrees en les quals hi hagi sals i altres productes químics corrosius. L'emmagatzematge de l'hidrogen ha estat separat dels gasos oxidants, tals com l'oxigen, el fluor, etc. almenys a 6 metres de distància.

#### Hidrogeneres
Les hidrogeneres són les estacions de servei preparades per servir hidrogen en els cotxes de pila de combustible.